# 덴데라 신전

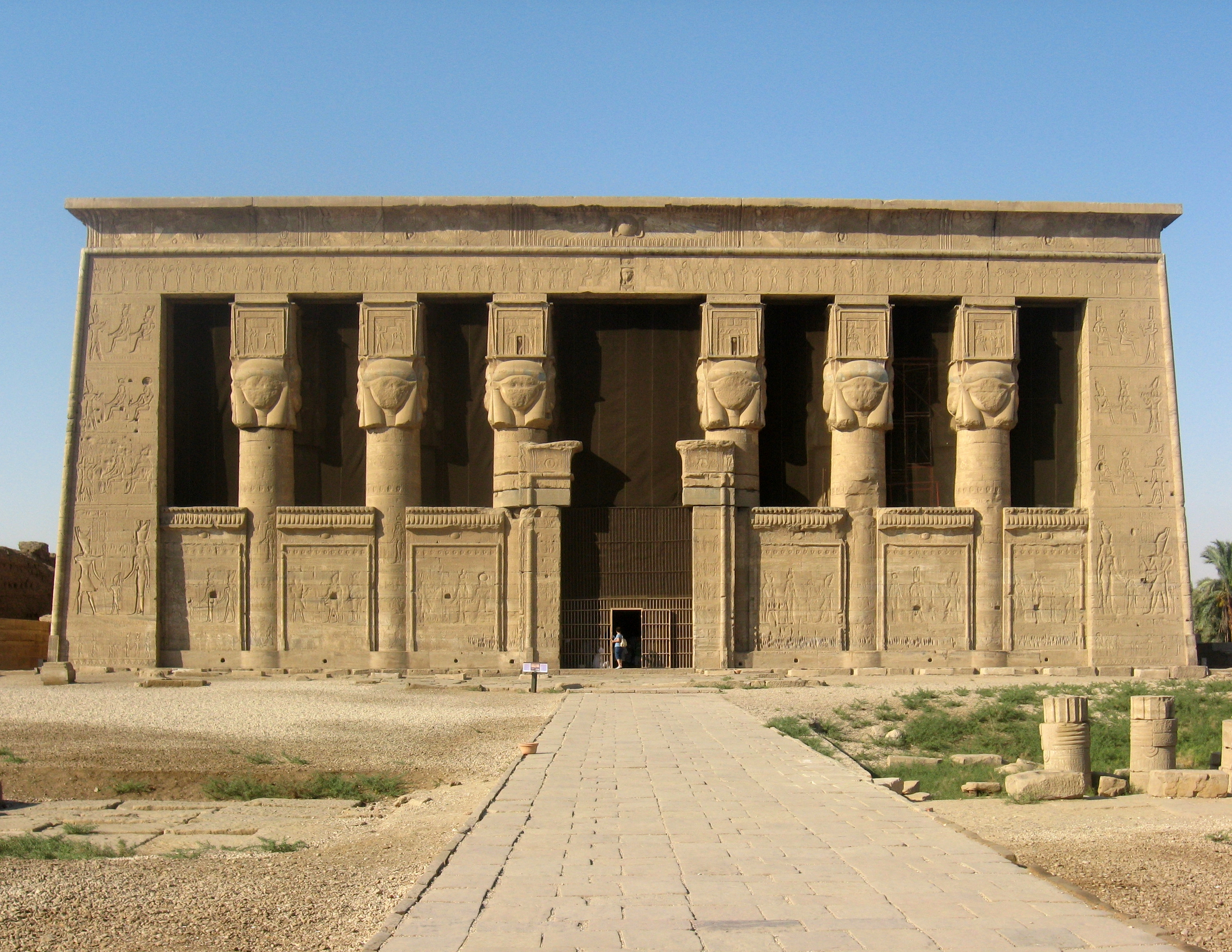
덴데라의 하토르 신전

덴데라 신전 (고대 이집트어: 이우네트(Iunet) 혹은 탄테레(Tantere))는 이집트 덴데라에서 남동쪽 대략 2.5 킬로미터 (1.6 mi) 거리에 있는 신전이다. 이집트 내에서 가장 보존 상태가 좋은 신전 단지 중 한 곳이다. 신전이 있는 구역은 아비도스 남쪽에 위치했던, 상이집트의 여섯 번째 노모스로 사용되기도 했다.

## 묘사

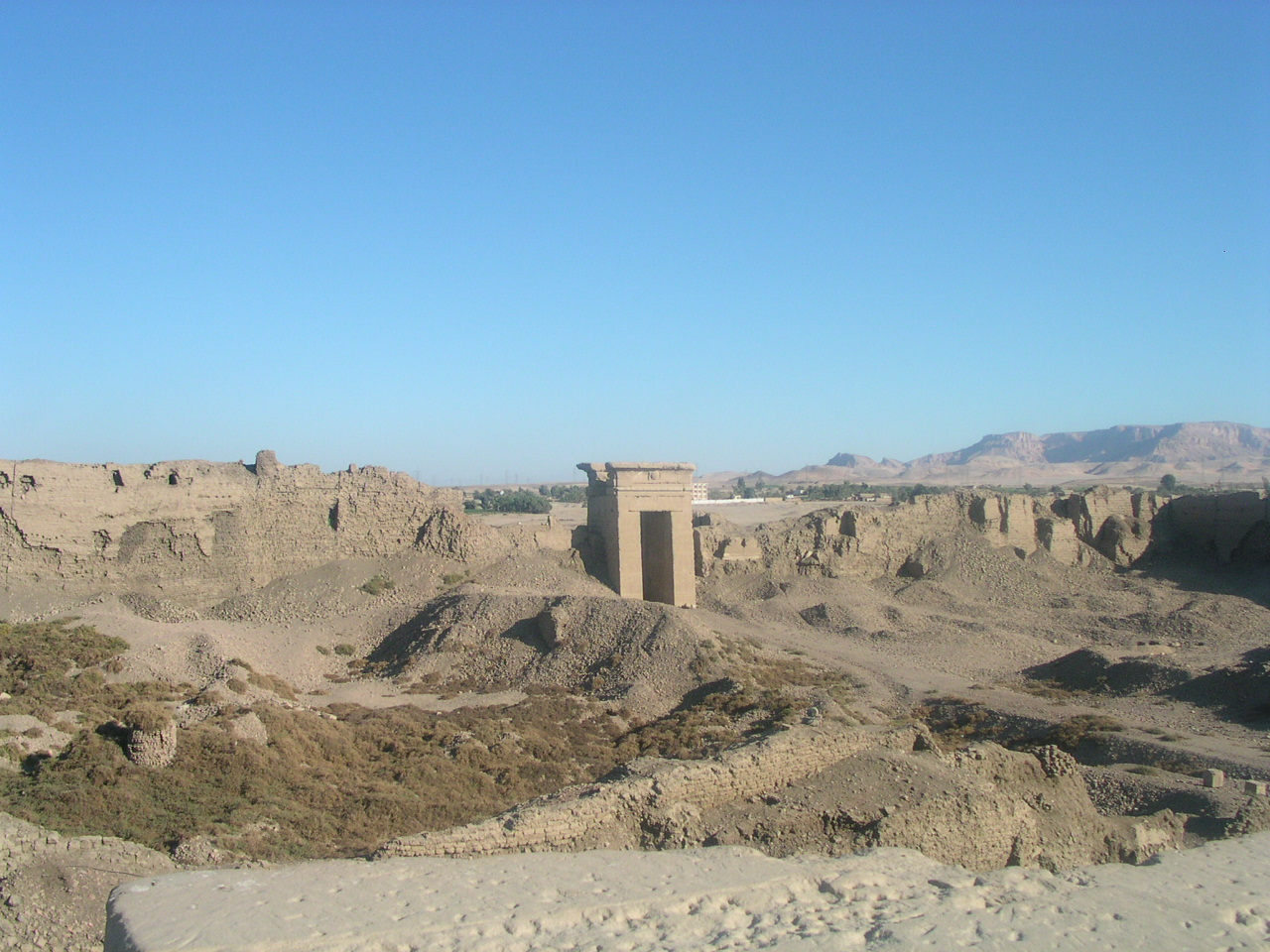
신전 지붕에서 바라본 덴데라의 거대한 진흙 벽돌로 된 외벽

신전 단지 전체는 약 40,000 제곱미터 크기이고 외벽을 둘러싼 두꺼운 진흙벽돌로 둘러싸여있다. 나일강 강변의 오아시스에 있는 덴데라는 선사시대부터 사람들이 거주해왔다. 파라오 페피 1세 (기원전 2250년경)가 이곳에 신전을 지은 것처럼 보이고 18 왕조 (기원전 1500년경)의 신전의 증거물이 존재한다. 이 지역 내에서 가장 초기 시기의 현존하는 건축물은 최후의 토착 파라오인 넥타네보 2세 (기원전 360-343년)가 세운 맘미시 (기원전 360–343년)이다. 덴데라 신전 단지 내 유적지는 다음과 같다:
- 하토르 신전 (주 신전)
- 이시스 신전
- 신성한 호수
- 새너토리엄
- 넥타네보 2세의 맘미시
- 기독교 바실리카
- 로마 시대의 맘미시
- 바크 모양 성소
- 도미티아누스와 트라야누스의 성문
- 로마 시대의 키오스크

인접한 곳에 여러 마스타바 무덤들이 모여있는 덴데라 네크로폴리스가 위치해 있다. 덴데라 네크로폴리스는 고왕국의 초기 왕조에서부터 이집트 제1중간기의 것들로 추정된다 네크로폴리스는 서쪽 언덕 지대의 동쪽 가장자리를 가로질러 북쪽 평야지대 너머까지 뻗어있다.

## 하토르 신전

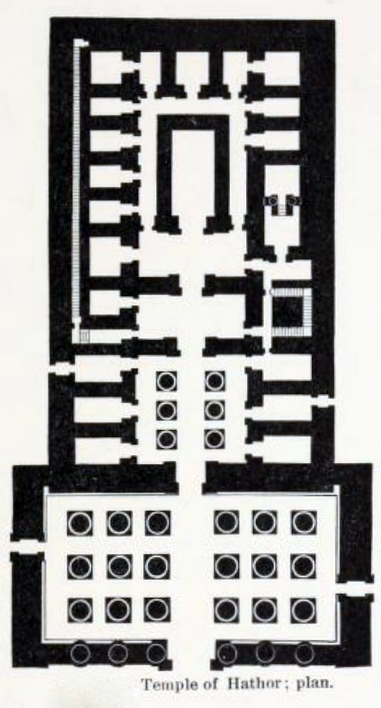
하토르 신전의 평면도

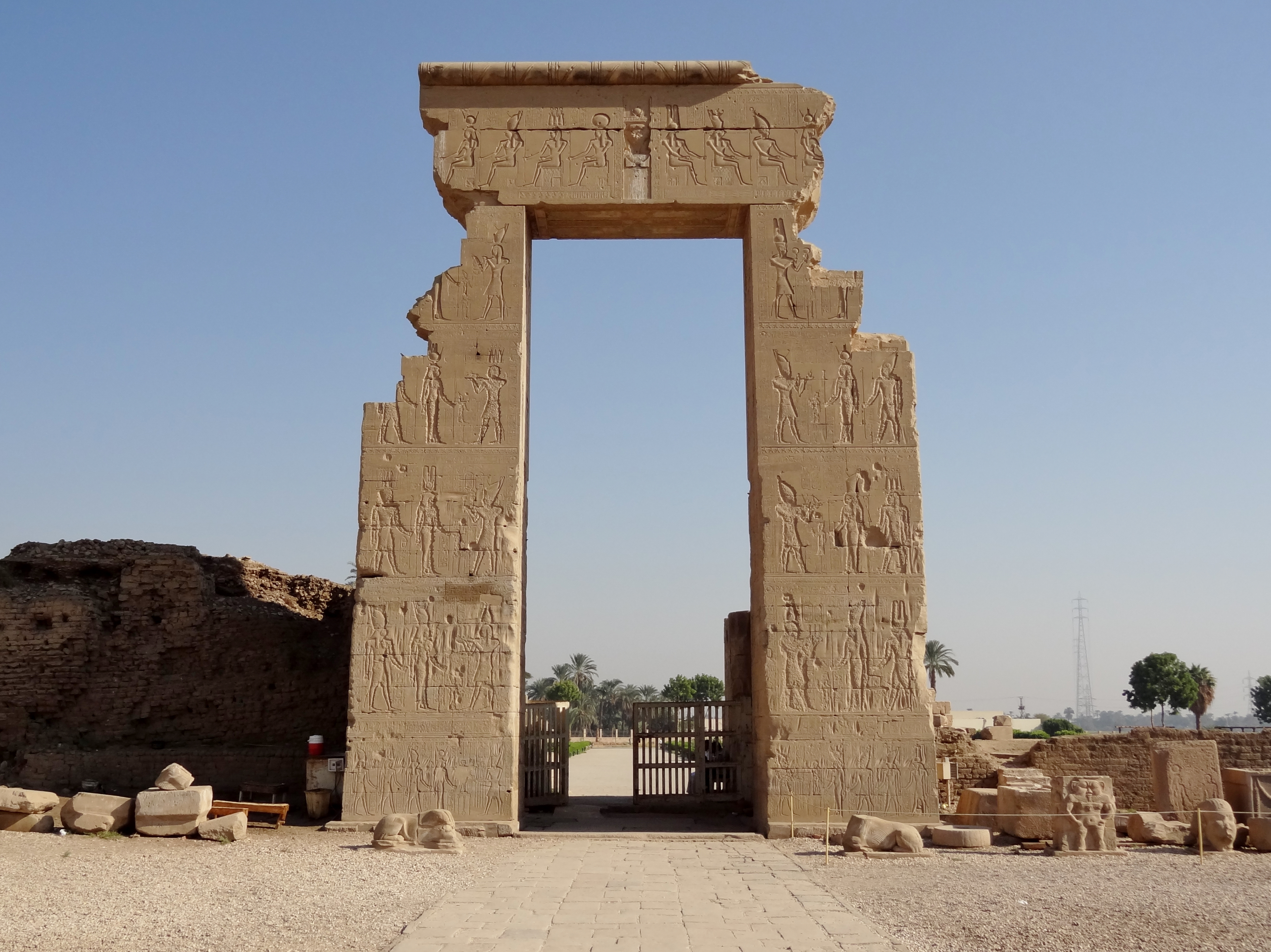
이집트 덴데라에 있는 하토르 신전의 북쪽 입구에 해당하는 ‘도미티아누스와 트라야누스의 문’

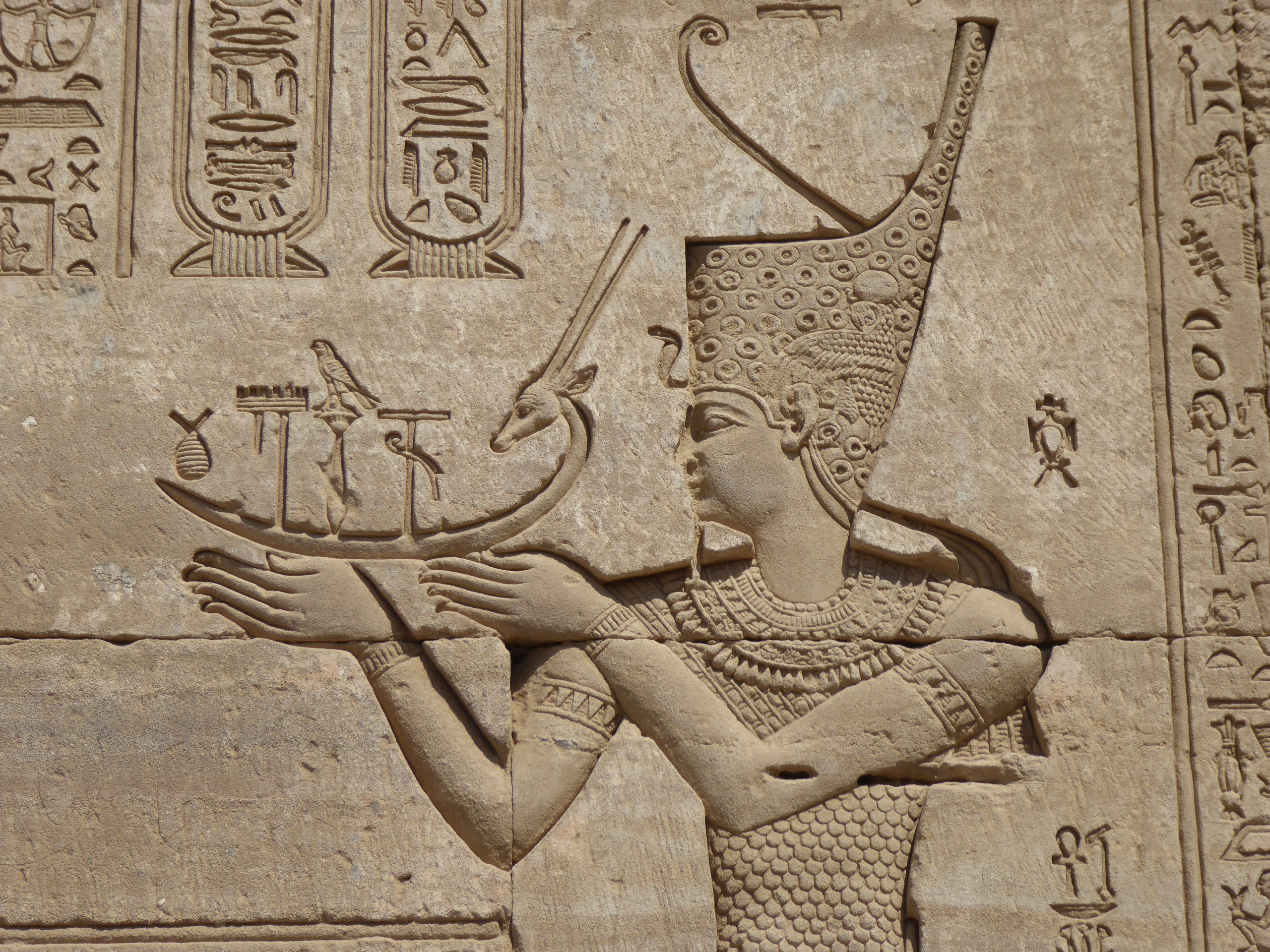
신들에게 제물을 바치는 파라오 모습을 한 로마 황제 트라야누스.

덴데라 신전 단지의 핵심 건물은 하토르 신전이다. 하토르 신전은 중왕국 시기 때 같은 곳에 있던 신전을 개조한 것이며, 로마 황제 트라야누스 치세까지 개조가 계속되었다. 현존하는 건물은 프톨레마이오스 시대 말인 프톨레마이오스 아울레테스 치세 때 기원전 54년 7월에 건설이 시작되었으며, 하이포스타일 홀은 티베리우스 치세 이집트 속주 시절에 지어졌다.
이집트에서, 트라야누스는 건축물들을 짓고 장식하는 데 있어서 꽤나 활동적이었다. 그는 도미티아누스와 함께 하토르 신전의 프로필론에서 공물을 바치는 장면으로 등장한다. 그의 카르투슈 역시도 에스나의 크눔 신전에 있는 기둥 샤프트에 나타나 있다.
하토르 신전의 시설 요소에는 다음이 있다:
- 대형 하이포스타일 홀
- 소형 하이포스타일 홀
- 제조 시설
- 저장 시설
- 공물 안치실
- 금고
- 우물로 향하는 출구
- 계단통으로 향하는 입구
- 공물을 바치는 홀
- 엔네아드의 홀
- 주 건물과 핵심 성소
- 덴데라 노모스의 성소
- 이시스의 성소
- 소카르의 성소
- 하르솜투스의 성소
- 하토르의 시스트룸 성소
- 하이집트 신들의 성소
- 하토르의 성소
- 라의 왕좌의 성소
- 라의 성소
- 메나트 목걸이의 성소
- 이히의 성소
- The Pure Place
- 행사실
- 통로
- 지붕으로 향하는 계단

신전의 벽면에 나타나 있는 클레오파트라 6세의 모사물 역시도 프톨레마이오스 이집트 시기 예술의 좋은 예시이다. 신전의 외부 뒤쪽에는 클레오파트라 7세 필로파토르 (일반적으로는 클레오파트라로 더 잘 알려짐)와 율리우스 카이사르를 아버지로 둔, 그녀의 아들 프톨레마이오스 15세 필로파토르 필로메토르 카이사르 (카이사리온)의 부조가 있다.

### 덴데라 황도대

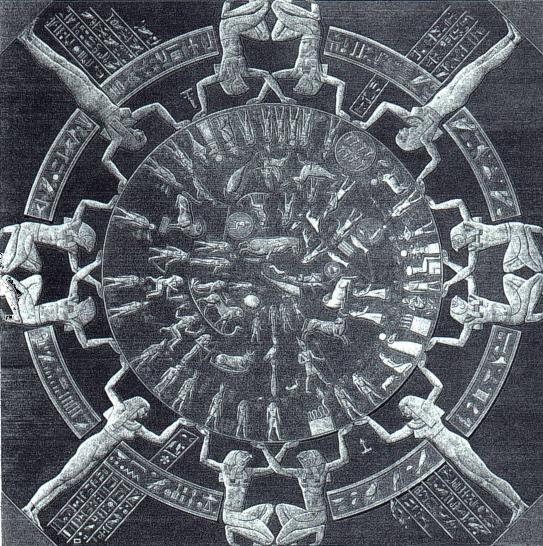
덴데라 황도대

덴데라 황도대는 후기 그리스-로마 신전에서 발견되는 유명한 천장 부조이며, 금우궁과 천칭궁의 형상을 담고 있다. 이 천장 부조에 대한 스케치는 나폴레옹의 이집트 원정 기간에 그려졌다. 1820년에 덴데라 황도대는 프랑스 식민지 개척자들의 손에 신전 천장에서 제거되어 모조품으로 대체되었다. 이 프랑스인들이 이집트 지배자인 무함마드 알리 파샤한테 이런 행위에 대한 허용을 받았는지 혹은 이들이 절도를 한 것인지 대해선 확실치 않다. 진품은 현재 루브르박물관에서 소장되고 있다. 이 부조가 프톨레마이오스 시대의 것이라는 샹폴리옹의 추측은 옳은 것으로 확인되었고, 이집트학자들은 현재 기원전 1세기의 것으로 추정한다.

### 묘실
하토르 신전의 지하 무덤에는 모두 묘실 22개가 있었다. 무덤에 있는 일부 부조들은 프톨레마이오스 12세 아울레테스의 치세까지 거슬러 올라간다. 납골당은 보고에 따르면 관들과 신적인 도상들을 보관하는 데 사용되었다고 한다. ‘불의 방’에 있는 공터는 벽 쪽에 나타나 있는 형상들을 담은 좁은 공간으로 이어졌다. 이 두 번째 공간에는, 한 부조에서 페피 1세가 이히의 조각상에 하토르의 네 가지 형상을 바치는 모습이 그려져 있다. 납골당에 있는, ‘왕좌의 방’에는 프톨레마이오스 12세가 신들에게 장신구들과 공물을 바쳤다.

### 덴데라 등

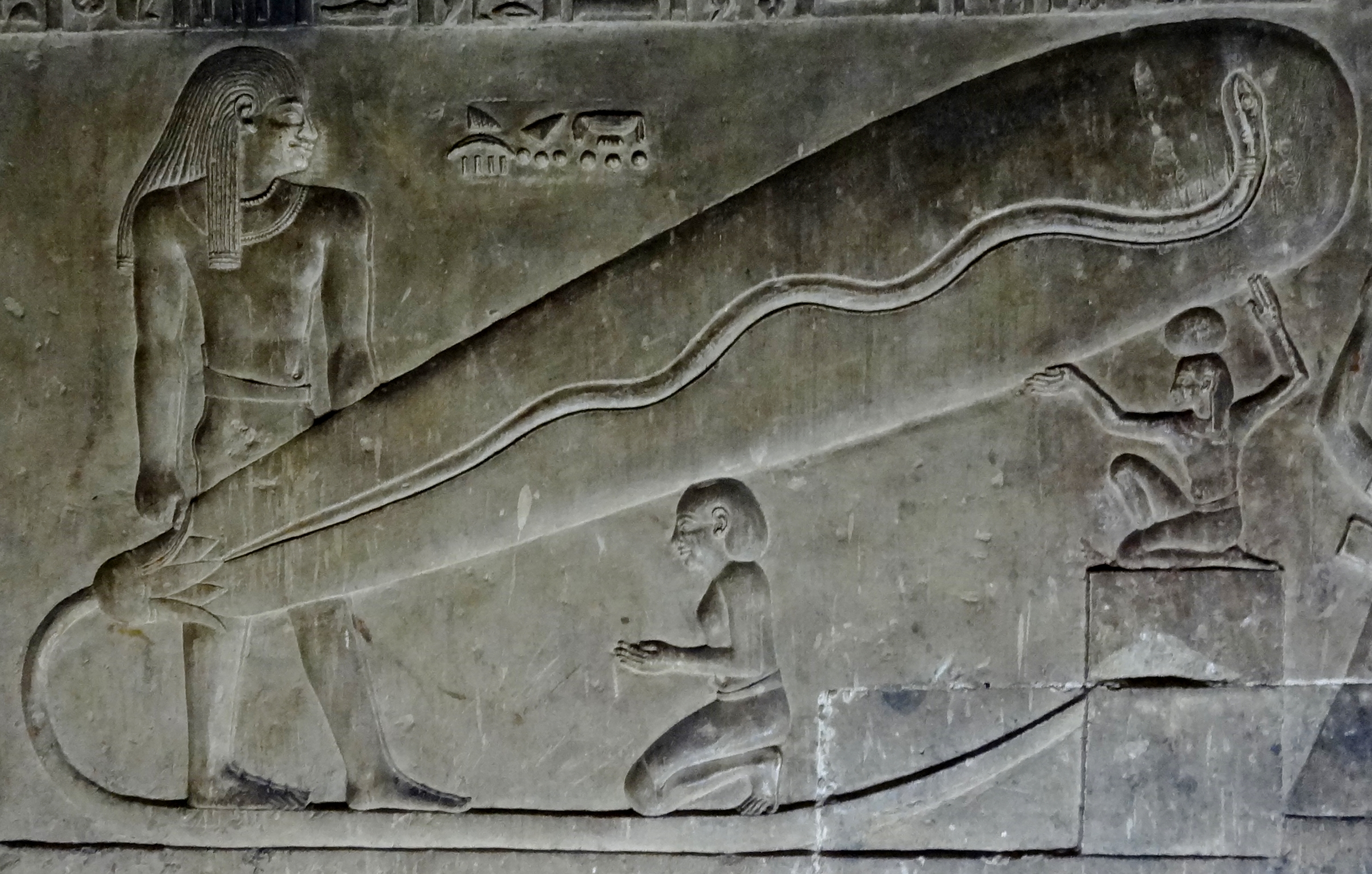
‘덴데라 등’

하토르 신전에는 하르솜투스와 연꽃 송이에서 뱀 형태가 튀어나오는 것을 묘사한 석제 부조가 있다. 여섯 개 부조에서, 뱀은 hn이라 불리는 타원형 용기에서 그 모습을 보이는데, 이 타원형은 누트의 자궁을 나타내는 것이라 추정한다. 이 부조들의 모습은 겉으로 봤을 때 등(燈)과 유사하다.

## 로마 시대의 맘미시

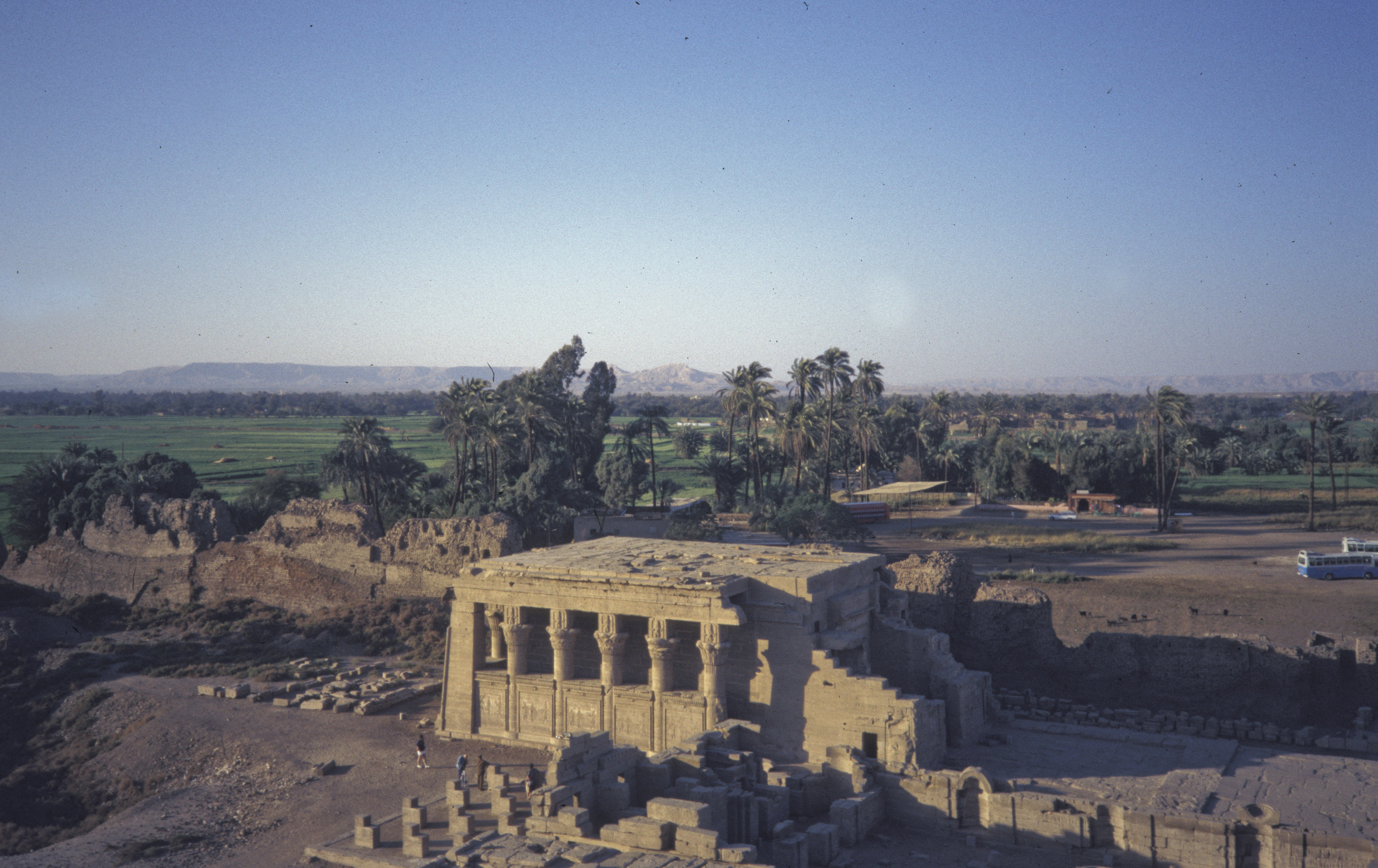
로마 시대의 맘미시

로마 시대의 맘미시는 트라야누스와 마르쿠스 아우렐리우스 치세의 것으로 추정되는 보조 건물이다. 이집트 신들에게 제물을 바치는 트라야누스의 여러 부조들을 볼 수 있다.

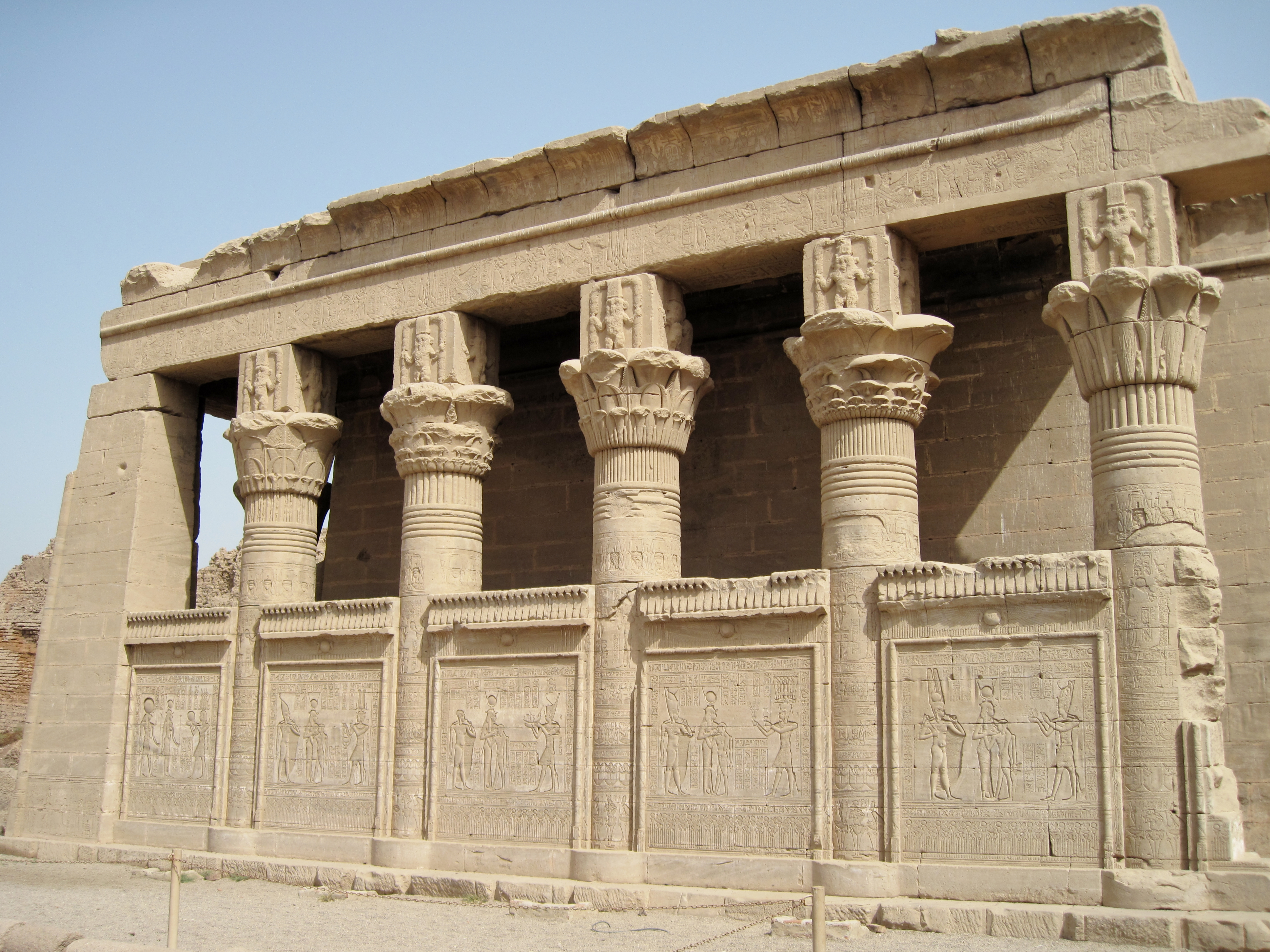
부조가 있는 건물 옆면
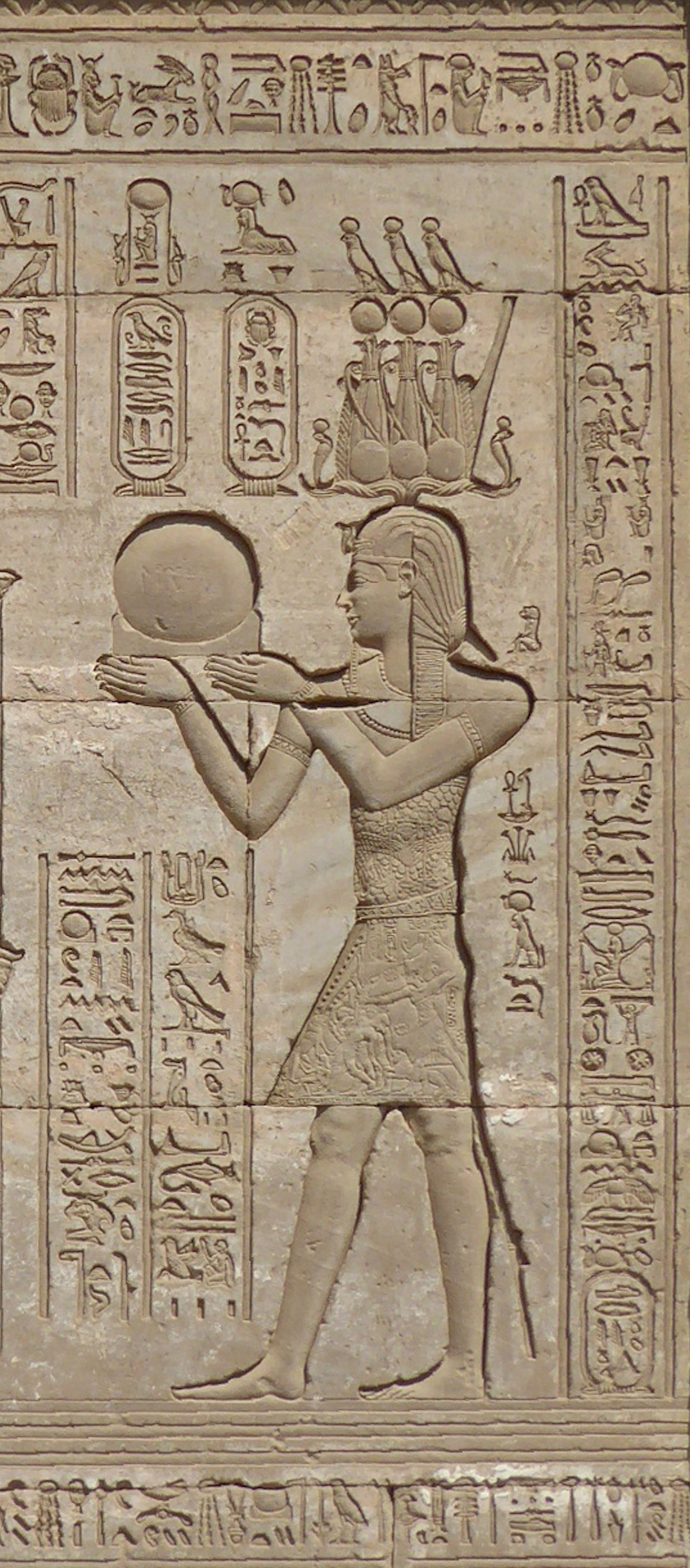
이집트 덴데라에 있는 로마 황제 트라야누스 모습
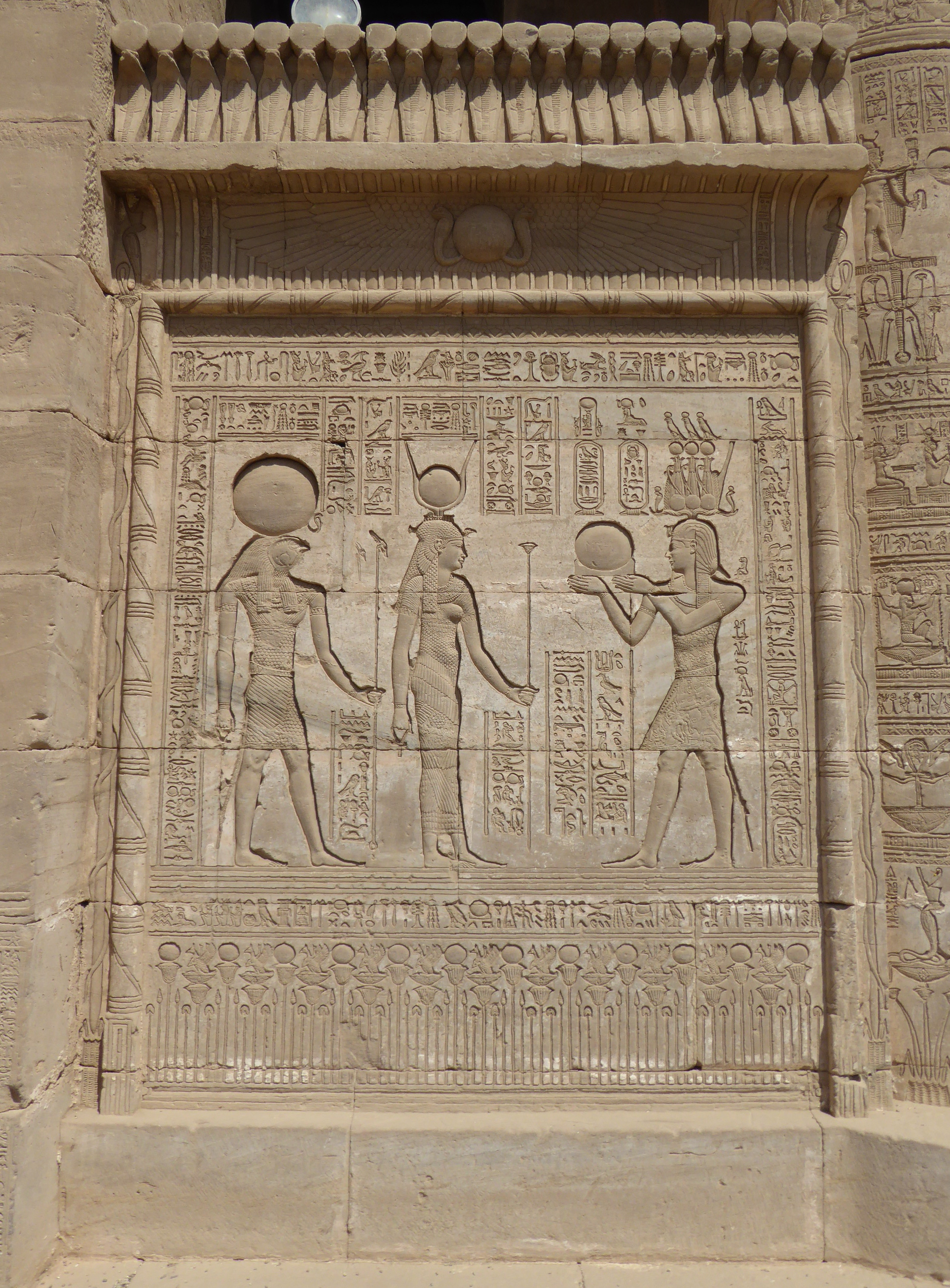
하토르와 라하라크테에게 제물을 바치는 로마 황제 트라야누스.
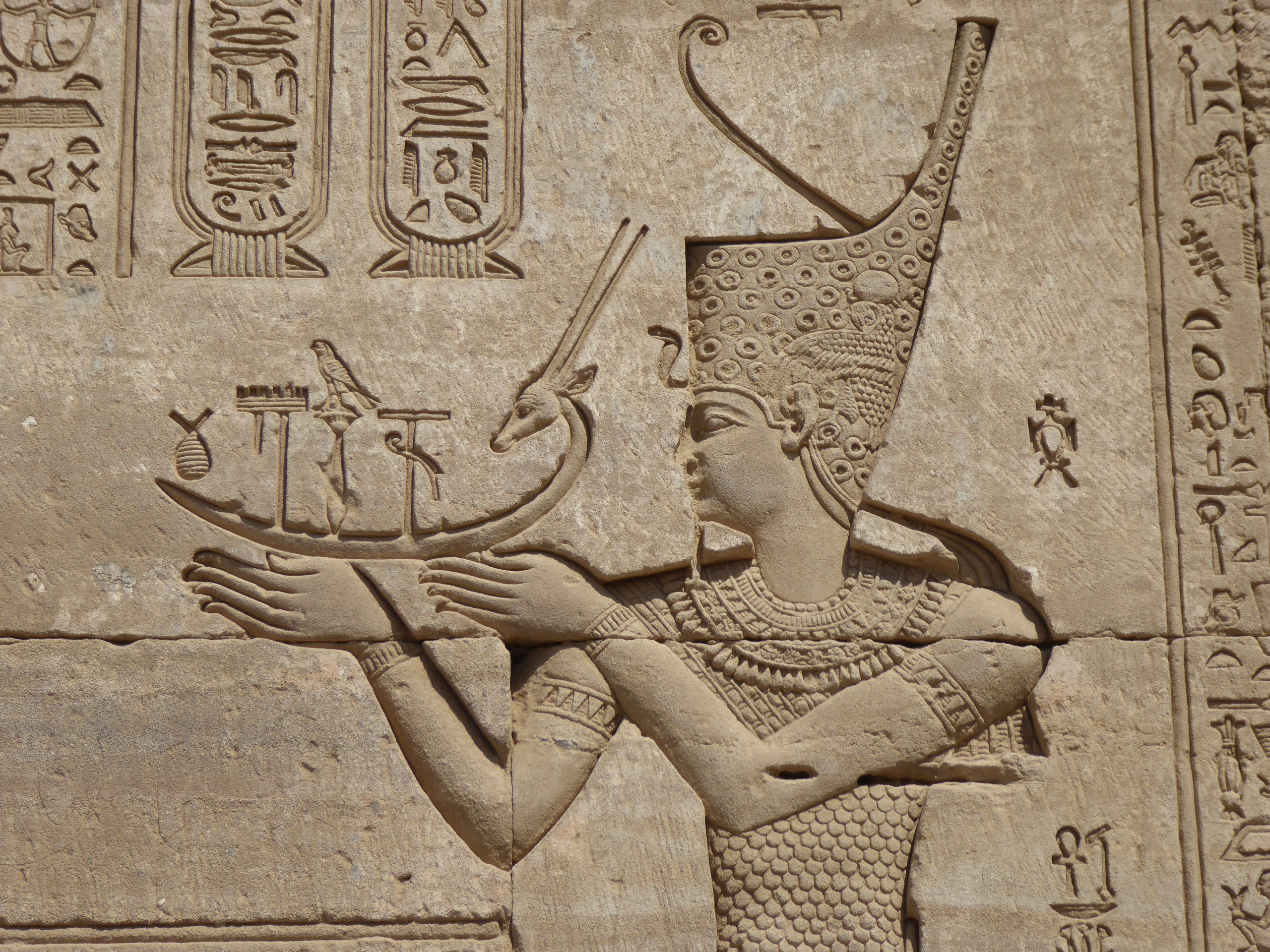
파라오 모습을 한 트라야누스가 제물을 바치는 모습

## 관광
덴데라 신전 단지는 관광지로로 오랜 기간 접근할 수 있는 고대 이집트 숭배 시설 중 하나이다. 지하 묘실에서 지붕까지 신전 단지의 모든 부분들이 사실상 방문이 가능할 수 있었다. 그렇지만, 하토르 신전의 지붕 높은 부분들이 2003년 이래로 폐쇄되었다. 천장의 두 번째 층은 한 여성 관광객이 난간에 너무 가까이 갔다가 아래쪽 바닥으로 떨어져 사망한 2004년 11월 이래로 접근이 금지되었다.

## 갤러리

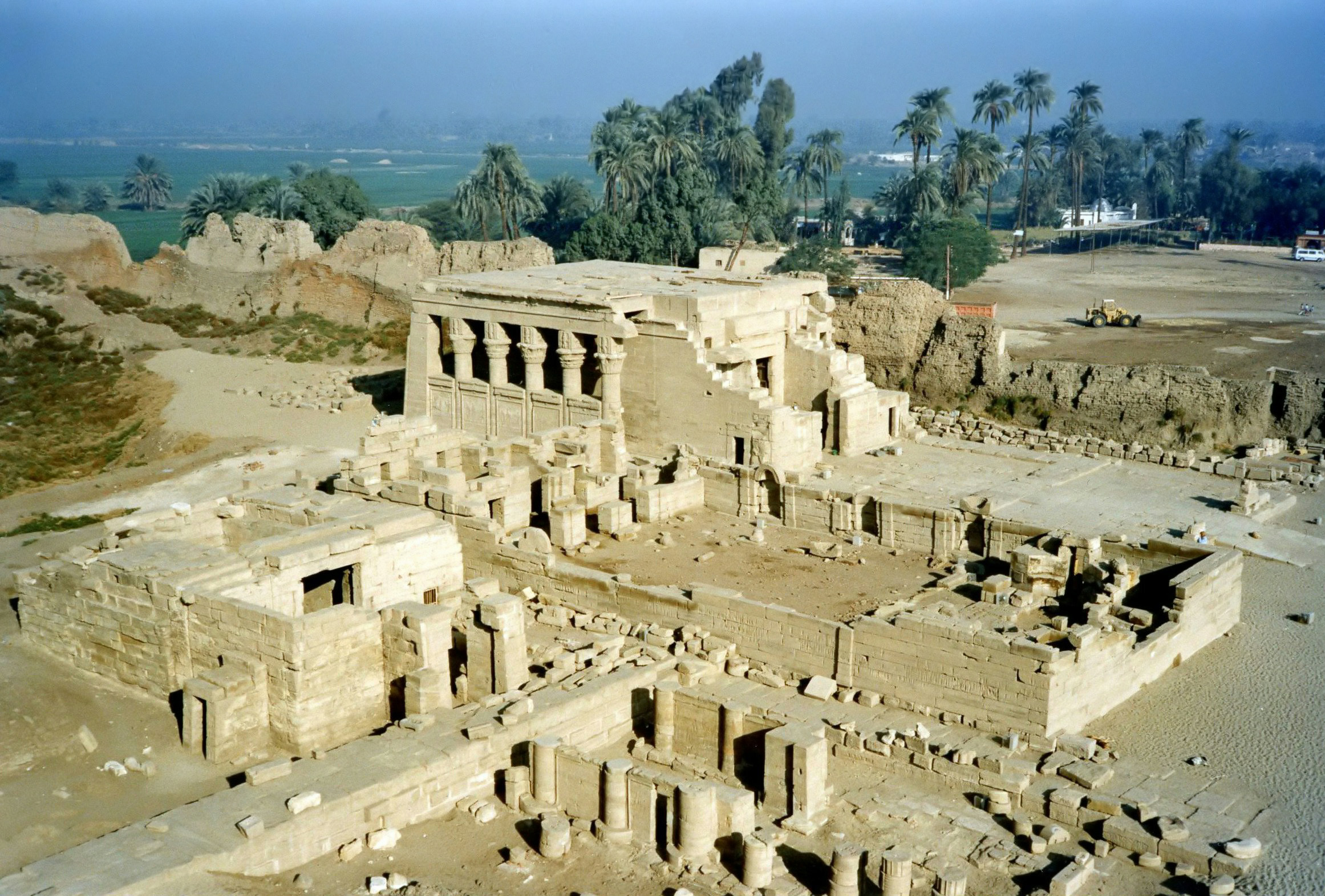
덴데라 신전 단지의 위성 건물들
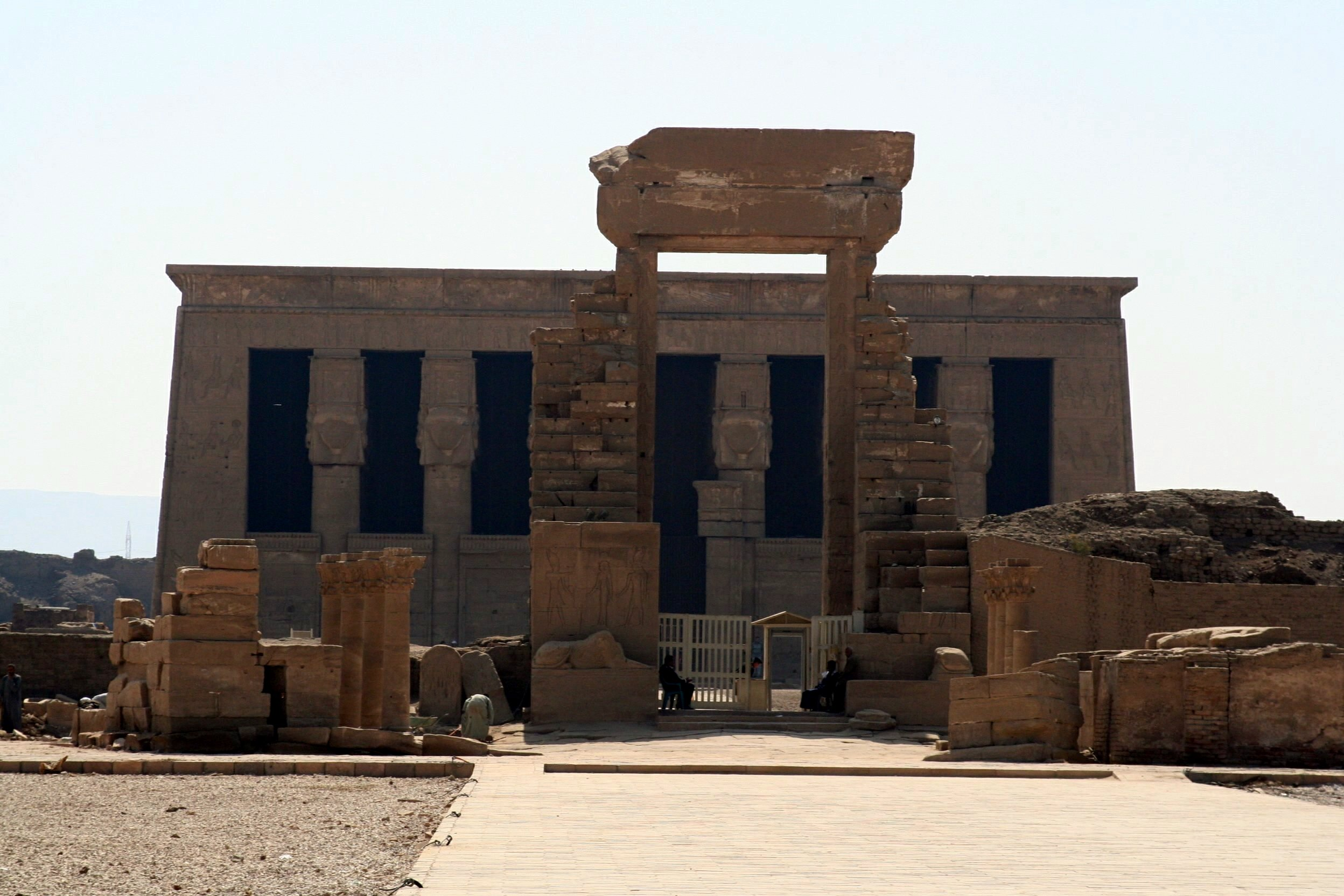
덴데라 신전 단지의 입구
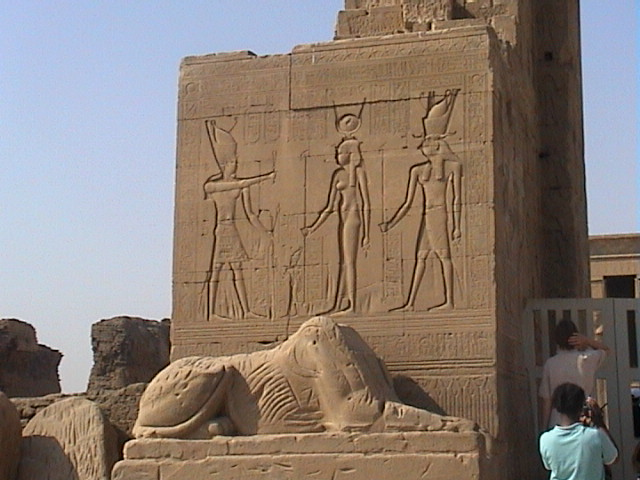
신전으로 향하는 입구에 있는 박육조와 스핑크스
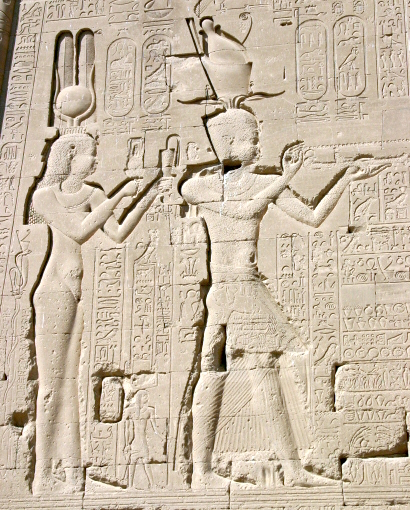
덴데라 신전에 있는 클레오파트리 7세와 그녀와 율리우스 카이사르의 아들 카이사리온의 부조
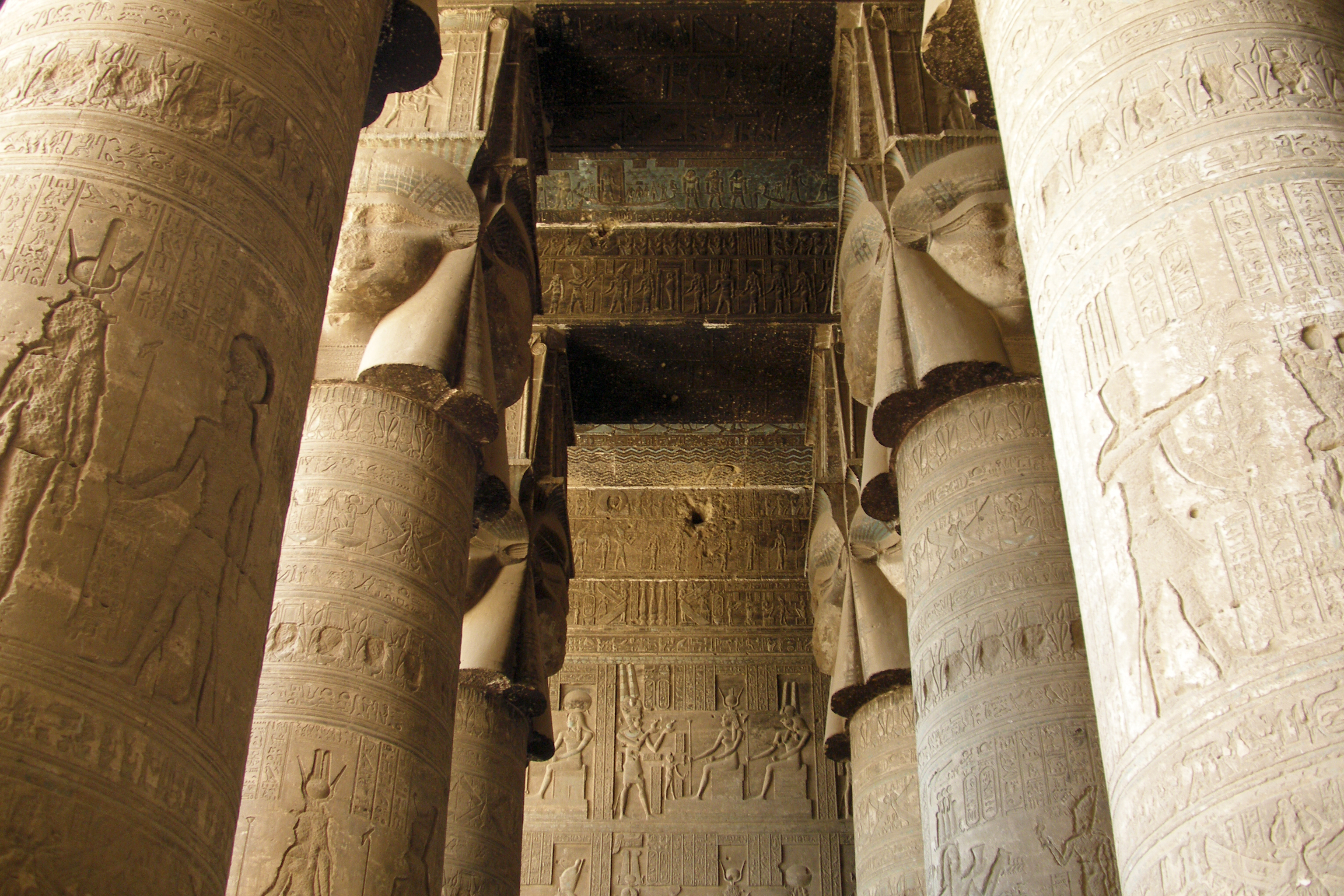
하이포스타일 홀의 기둥
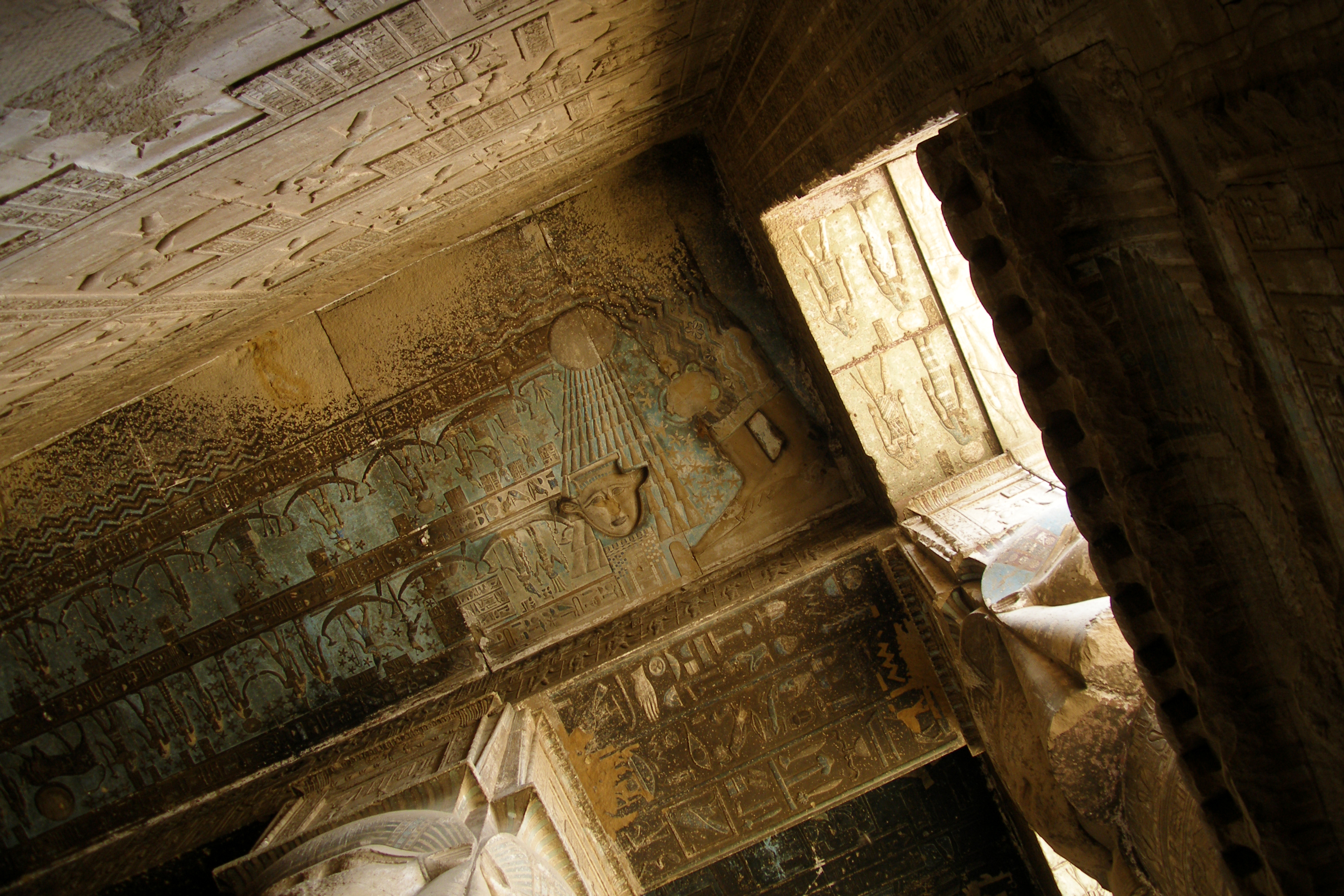
복원 이전의 신전 천장 (2007년 사진)
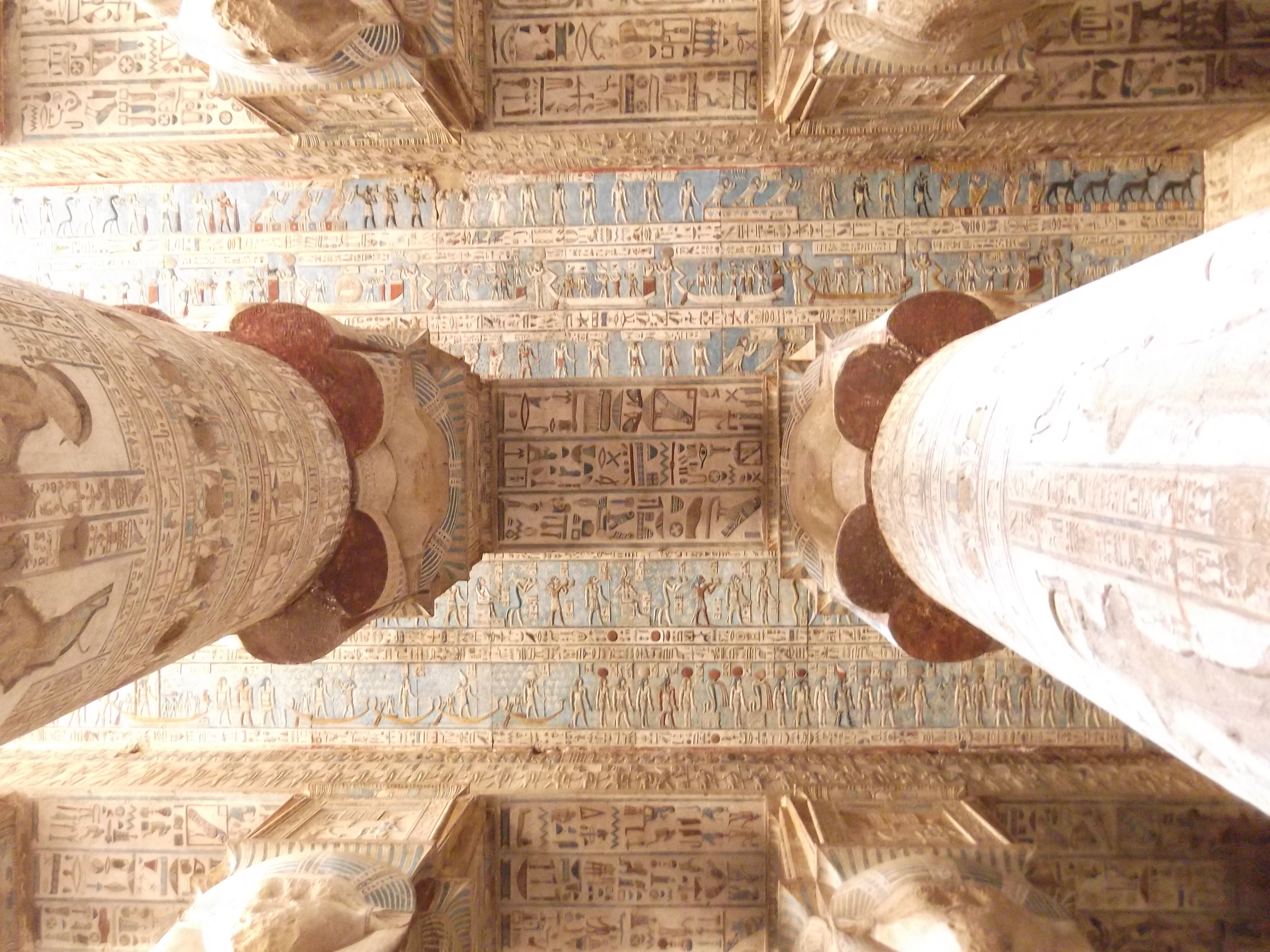
복원된 하토르 신전의 천장 (2011년 사진)
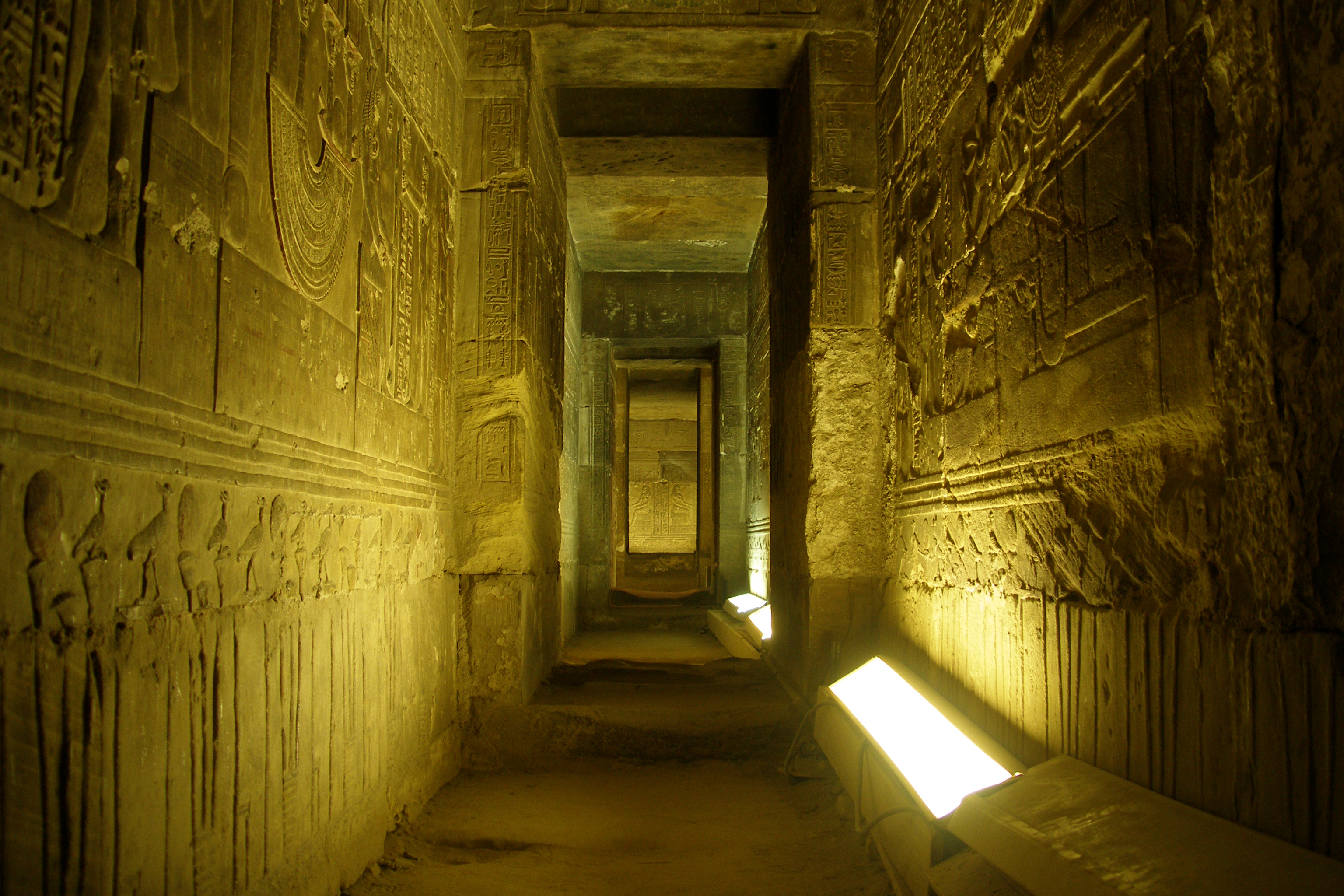
지하 묘실
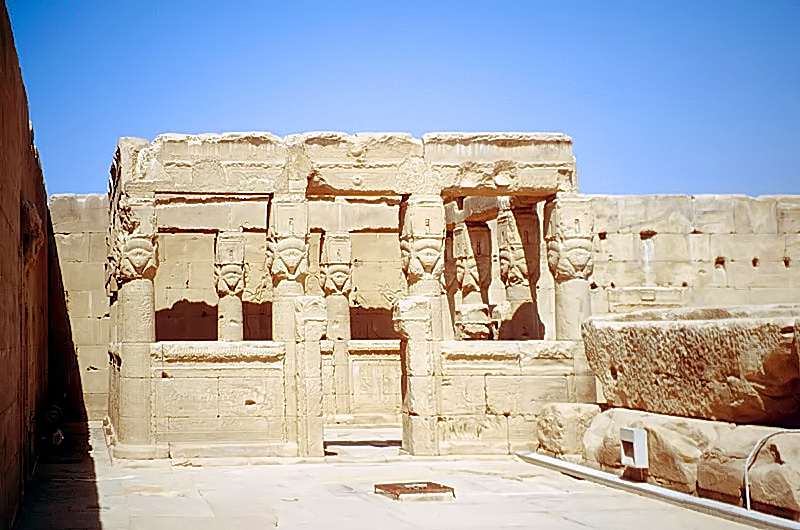
신전 천장의 하토르 키오스크
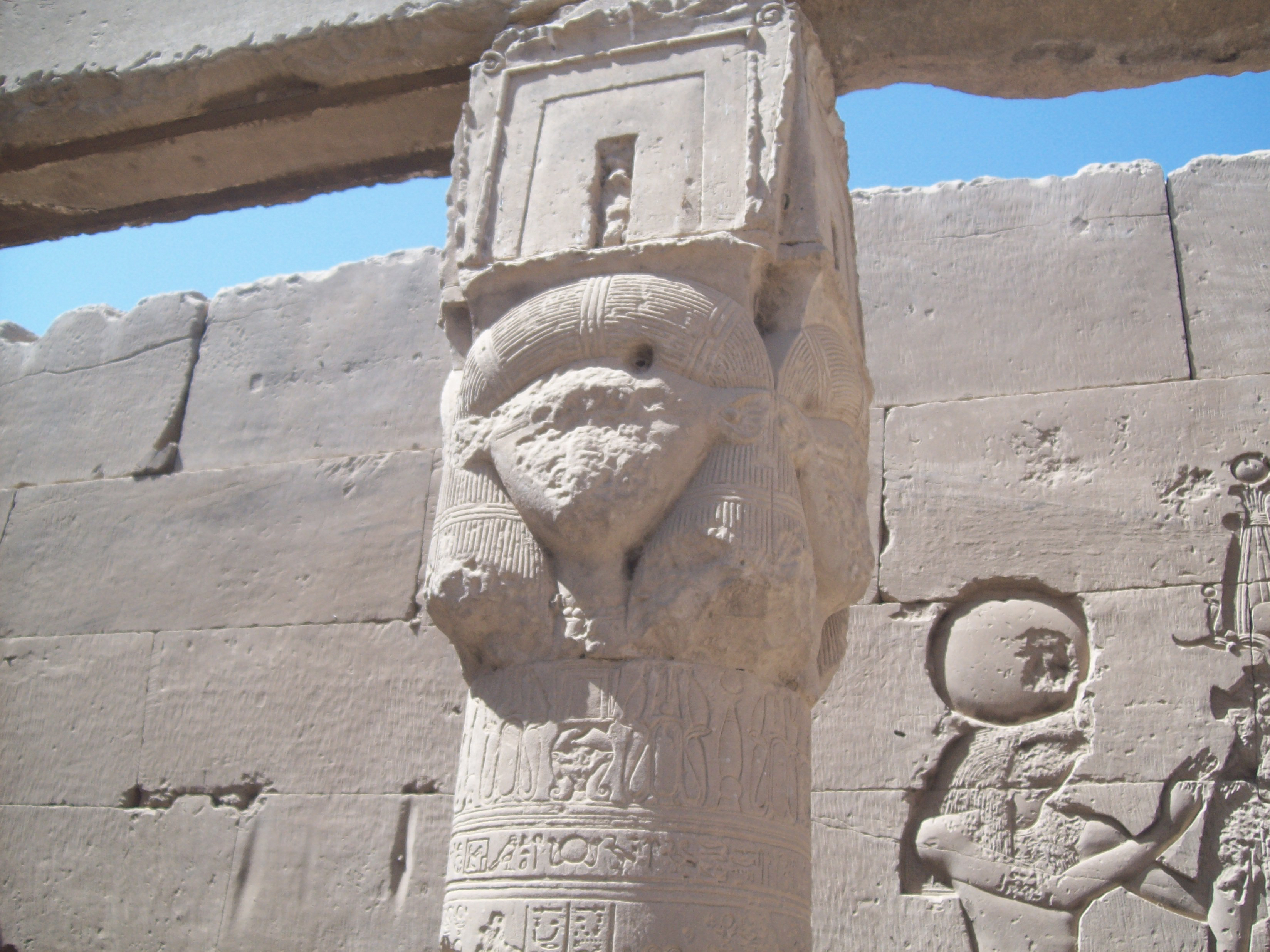
키오스크에 있는 기둥의 근접 모습
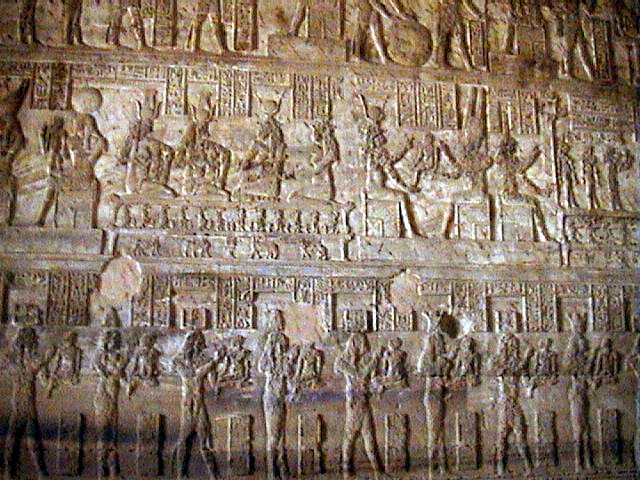
맘미시의 내부 벽에서 박육조 부분을 강조한 사진을 디지컬 보정한 모습

## 추가 서적 자료
- Jed Z. Buchwald, "Egyptian Stars under Paris Skies 보관됨 2011-01-07 - 웨이백 머신". pr.caltech.edu.
- R. A. Parker, "Ancient Egyptian Astronomy". Philosophical Transactions of the Royal Society of London. Series A, Mathematical and Physical Sciences, Vol. 276, No. 1257, The Place of Astronomy in the Ancient World (May 2, 1974), pp. 51–65
- Marshall Clagett, "Ancient Egyptian Science: A Source Book".  Diane, 1989. ISBN 0-87169-214-7
- William Henry and Davenport Adams "Egypt Past and Present: Described and Illustrated". T. Nelson and Sons, 1885. 380 pages. Page 218 - 226
- The Dendera Reliefs, Catchpenny Mysteries.
- Frank Dörnenburg, Electric lights in Egypt?. 2004. (ed. An analysis of how the Egyptians didn't have electricity).
- Mariette, Auguste, Dendérah, Bookshop A. Franck, Paris, 1875.
- Fischer, H.G., Dendera in the third millennium B.C. down to the theban domination of upper Egypt, J.J. Augustin publisher, New York, 1968.